# كيت اولسن
كيت اولسن هي راكبة الكنو دنماركية، ولدت في 23 نوفمبر 1946.

## وصلات خارجية
- كيت اولسن على موقع أوليمبيديا (الإنجليزية)